# Beslan
Beslan (Беслан în rusă) este un oraș în Osetia de Nord, Rusia cu o populație de 35.550 de locuitori.
Pe 1 septembrie 2004, școala orașului a fost capturată de rebeli ceceni.